# Abara (Göttin)

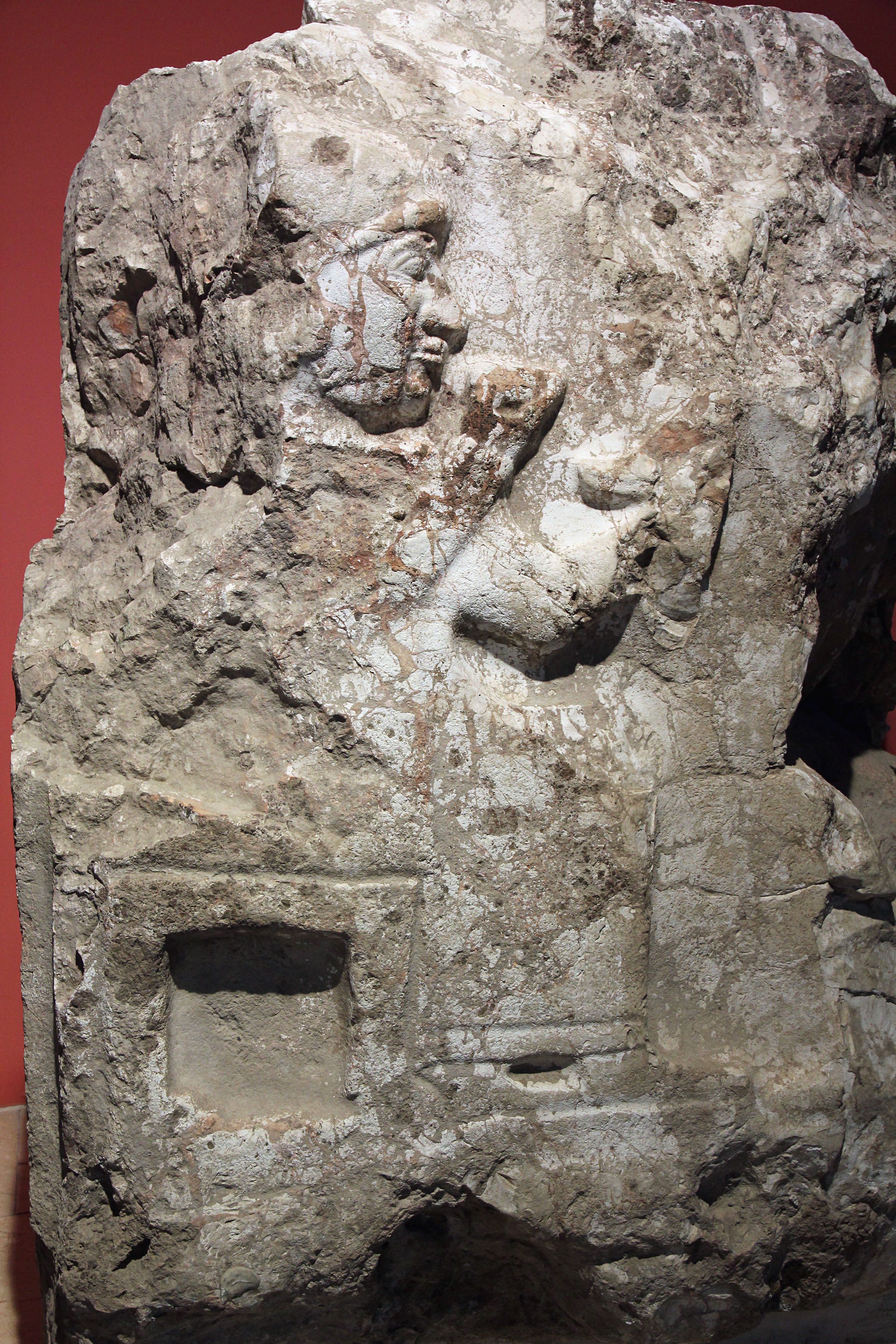
Relief einer Göttin aus Kayalıpınar, das möglicherweise Abara darstellt.

Abara (hethitisch: da-ba-ra u. ä.) war eine hethitische Göttin, die in der Stadt Šamuḫa (Kayalıpınar) verehrt wurde.
Sie gehörte zu einer Gruppe von lokalen Stadtgöttinnen, die in hethitischen Staatsverträgen unter den Schwurgottheiten aufgezählt wurden. Ihrer Nennung folgten meistens, aber ohne feste Ordnung, Ḫantitaššu von Ḫurma, Kattaḫḫa von Ankuwa, „Königin“ von Katapa, Ammamma von Taḫurpa, Ḫallara von Dunna und Ḫuwaššanna von Ḫubišna. Die älteste Nennung der Abara ist der Vertrag, den König Arnuwanda I. mit den Kaškäern schloss. Abara wird auch öfters in Kulttexten genannt und erhielt unter anderem Brot- und Schafopfer. Ein in Kayalıpınar gefundenes hethitisches Kultinventar nennt die Stele von Abara des Gartens. Nach Oğuz Soysal war Abara vermutlich die ursprüngliche Hauptgöttin von Šamuḫa,  bevor Tudḫaliya I. hier den Kult der „Göttin der Nacht“ einführte, wurde aber weiterhin als wichtige Göttin verehrt.
Die beiden Göttinnen Šauška und Abara von Šamuḫa wurden auch in der wichtigen Kultstadt Karaḫna verehrt, wo die Stadt unter dem Namen Šapuḫa erscheint. Dabei wurde der Abara ein Schaf geopfert.
Möglicherweise könnte das in Kayalıpınar gefundene Relief einer thronenden Göttin gesetzteren Alters, die eine Trinkschale und einen Vogel in den Händen hält, die Göttin Abara darstellen. Fundort und Art der Darstellung sprechen dafür, dass es sich um eine wichtige Göttin der Stadt handelt. Weil Šaušga entweder als junge nackte Frau oder als kriegerische Göttin dargestellt wurde, sei, nach Soysal, somit Abara eine gute Kandidatin und würde sie als altehrwürdige Herrin der Stadt ausweisen.